# Васильковский поселковый совет
Васильковский поселковый совет (укр. Васильківська селищна рада) — входит в состав
Васильковского района
Днепропетровской области
Украины.
Административный центр поселкового совета находится в 
пгт Васильковка.

## Населённые пункты совета
- пгт Васильковка
- с. Бондарево
- с. Волчанское
- с. Заря
- с. Ивановка
- с. Красное
- с. Манвеловка
- с. Петриковка
- пос. Правда
- с. Ульяновка